# 瑞士同性婚姻

虹色瑞士地图

瑞士为世界上第31個承認同性婚姻的國家，並且是第一個以公投通過並認可同性結合關係法案的國家。在2020年12月18日，瑞士國會三讀通過同性婚姻法案；2021年9月26日的公投複決案以64%的支持率通過同性婚姻立法的提案。瑞士認可外國的同性婚姻關係為註冊伴侶關係。

## 州法律
2001年，日內瓦州通過註冊伴侶關係(Pacte civil de solidarité,PACS)的州法律。法律給予同性或異性未婚伴侶很多等同已婚伴侶的權益、責任及保護，但與聯邦法律不同，註冊伴侶不能享有稅務、社會保障及醫療保險獎金的權益。此項法律源於法國的同名法律(Pacte civil de solidarité,PACS)。直至2005年2月，有215對同性及54對異性伴侶註冊成為註冊伴侶關係，另外有19對伴侶結束註冊伴侶關係。
2002年9月22日，蘇黎世州公投通過同性伴侶法案，給予同性伴侶比在日內瓦州更多的權益，但伴侶註冊前須同居6個月。
2004年7月納沙泰爾州亦通過類似法律。直至2005年2月，有21對同性及35對異性伴侶註冊成為註冊伴侶關係。

## 同性註冊伴侶關係
2005年6月5日，全民投票58%贊成通過認可同性伴侶關係登記及相關權利的議案，給予同性伴侶等同異性伴侶的權益，以下除外：
- 領養孩童
- 成孕治療
- 用同一姓氏

不過，在近親狀況、稅務、社會保障、保險、住處財產分配方面，同性伴侶享有與婚姻伴侶同等權益。同性結合的官方名稱為「Eingetragene Partnerschaft」(德文)、「Partenariat enregistré」(法文)及「Associazione registrata」(意大利文)，為註冊伴侶的意思。2003年12月3日瑞士國民院以111票贊成72票反對通過註冊伴侶法案。2004年6月3日聯邦院通過經輕微修改的法案。6月10日，國民院再確認經修改的法案。不過，保守的瑞士聯邦民主聯盟收集連署以舉行公投。2007年1月1日法案正式生效。

## 同性婚姻
瑞士在21世紀開始討論容許同性婚姻，獲得社會民主黨、綠黨及自由民主黨的政界人物支持。
在2007年的選舉宣言中，綠黨宣佈支持同性婚姻。
瑞士綠色自由黨在2013年提出承認同性婚姻的議會動議。該動議在2015年得到瑞士國會兩院的法律事務委員會通過，並著手起草法案。
2020年1月，瑞士聯邦委員會表示支持同性婚姻草案。
2020年12月1日，聯邦院以22:20否決以修憲處理此案的提議。若進入修憲程序，議案需經全民公投，並同時獲得過半選民及州支持。12月18日，法案以24:11、國民院136:48比數通過三讀。法案內容包含保障女同志伴侶可接受捐精進行人工生殖。根據瑞士的直接民主制度，法案在國會制定後，如果反對者於三個月內蒐集到超過五萬份的聯署，該法案必須交付公投複決。
2021年4月，瑞士聯邦委員會公告反對團體已提交61萬27份有效連署，達公投成案份數；最後決定於同年9月26日舉辦具法律約束力的公民投票。該公投案以64.1%支持35.9%反對的投票結果，通過支持同性婚姻立法的提案，並於2022年7月1日生效。

## 外部連結
- "Act on registered partnerships between persons of the same sex (Partnership Act)" Outline of the provisions of the Partnership Act from the canton of Lucerne (PDF document)